# 三国時代 (中国)

三国の勢力圏とその地方行政区分の変遷

三国時代（さんごくじだい）は、中国の時代区分の一つ。広義では黄巾の乱の勃発（184年）から西晋による中国再統一（280年）までを指し、狭義では後漢滅亡（220年）あるいは三国が分立した229年から蜀漢が滅亡した263年までを指す。当項目では後漢末も含む広義の三国時代について記載する。時代名の由来は曹魏・孫呉・蜀漢の三国が鼎立したことによる。
215年に曹操（華北地域）、劉備（巴蜀・荊州地域）、孫権（江南地域）によって後の三国のそれぞれの勢力範囲が概ね確立した。220年に曹操の子の曹丕が漢の献帝から禅譲を受けて魏を建国し、221年に劉備が漢（蜀漢）、229年に孫権が呉の皇帝としてそれぞれ即位し、三国が正式に鼎立した。

## 歴史の流れ

### 前史
後漢朝は創立当初から地方豪族の力が強く、経済力を持った彼らは中央政府に一族を官僚として送り込み、また皇帝の后に一族の娘を送り込むことで外戚となり、さらに大きな勢力を誇った。しかし159年に外戚の梁冀が宦官の力を借りた桓帝に誅殺された後は、宦官が中央を牛耳るようになり、そのことに豪族たちは強い不満を抱いていた。宦官は本来生殖能力を喪失した男性であるが、養子をとることにより世襲貴族となることを志向する者も現れ（魏の祖となった曹操の祖父である曹騰はその一例である）、豪族層の反感をかきたてた。
豪族たちは宦官勢力を濁流と呼び、自分たちを清流と呼んで宦官たちを非難した。これに対して宦官たちは党錮の禁（禁錮、当時の用語で公職停止を意味する）と呼ばれる弾圧を行った。一方では悪政が続く中で民衆の生活は窮迫した。

### 黄巾の乱
これらの民衆は張角が教祖として率いる太平道（道教の源流の一つとされる宗教団体）に救いを求めるようになった。当時疫病が流行しており、太平道は病気を治す水を配った。病気が治った民衆は張角を神と崇め、中原の八州（青、徐、幽、冀、荊、揚、兗、予）の各州の民衆は次々に太平道に加入し、信者は数十万人に達し、街道は太平道の信者で溢れかえった。この事態を重く見た高官の楊賜は太平道の興隆は民衆反乱の予兆であると察知し、上表文を提出したが、各地の地方長官は「張角は良いことをしておりますので問題はありません」などと呑気な報告を中央政府に上げており、霊帝も楊賜の忠告を全く無視した。
多くの民衆を吸収した太平道は、184年についに反乱を起こした。太平道の信者たちは頭に黄色い布を着けていたため、これを黄巾の乱という。史書『資治通鑑』巻五十八には黄巾の乱についてこう記す。
つまり、朝廷にも馬元義なる信者を埋伏させ、一挙に挙兵する計画であったが、裏切り者が密告したために馬元義一派は処刑され、張角も捜査されそうになり、遂に立ち上がったのであった。太平道は次々に後漢の地方官署を焼き討ちし、地方長官は逃走するばかりであった。地方の王には太平道に捕らえられるものさえ出た。
宦官はこの乱の発生に困惑する。宦官たちには軍の指揮は出来ないので、どうしても豪族たちを起用する必要がある。朝廷は霊帝の皇后何氏の兄である何進を大将軍とし、党錮の禁を解いて皇甫嵩・朱儁らを将軍に任じて鎮圧に当たらせた。黄巾軍の主力と対峙していた皇甫嵩の軍にたまたまそこに居合わせた曹操なる武将がおり、皇甫嵩・曹操の奮戦により黄巾軍数万を撃破した。 これにより大勢は決し、その他の黄巾賊も他の地方で敗れ、途中で張角が病死したこともあり、同年のうちに鎮圧は成功した。しかし鎮圧後も中央政府の悪政は変わらず、民衆の不満も豪族たちの不満も解消されないままであり、各地に黄巾の残党が散らばったことで反乱は続いた。反乱軍鎮圧を行った豪族に董卓・孫堅・劉備 らがおり、曹操を含めたこれらの豪族が後にこの時代の指導者になっていった。

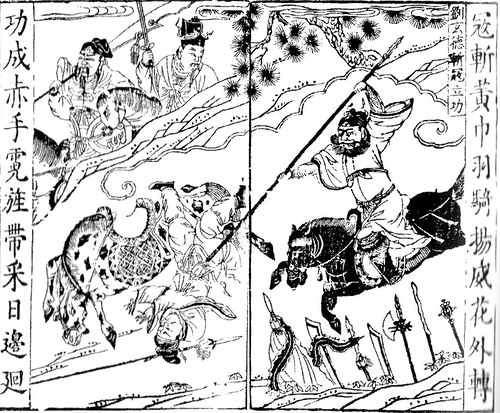
黄巾軍と戦う劉備軍（清の『三国志演義』の挿絵）

この頃、西の雍州・涼州で韓遂・辺章・王国らが羌族や氐族とともに後漢に反逆し、後漢の張温・皇甫嵩・董卓らと激しい戦いを繰り広げた。
霊帝の時代、劉焉は地方の支配力が弱くなっていることを理由に刺史の代わりに州牧を置くことを提案した。また、劉焉も益州牧となった。これらの州牧は地方政権化し、劉焉の地方政権は、後に息子の劉璋、一族の劉備に継承され、蜀漢の元となった。

### 戦乱の幕開け
その中、189年に皇帝の霊帝が崩御する。その後継を巡って何皇后が生んだ劉辯と、霊帝の母の董太后に養育された劉協の間で後継争いが起こるが、何皇后側が勝利し、劉辯が皇帝に即位した（少帝弁）。後継争いに勝利したことで宦官勢力を押さえ込んだ何進は、名門の出身である袁紹に唆されて宦官誅滅を謀るが、逆に宦官に殺される。これを見た袁紹や袁術たちは宮中に入り込んで宦官を虐殺し始めた。この混乱の中で少帝弁と陳留王劉協は宮廷の外へと連れ出され、何進の呼びかけに応えて洛陽へやってきていた西涼の董卓により保護される。朝廷の実権を手中にした董卓は洛陽に暴政を布き、少帝を廃して陳留王を皇帝につけた（献帝）。
190年、これに反対する刺史・太守などの軍閥たちは各地で反董卓の軍を挙げて、連合して董卓を攻めた（反董卓連合軍）。連合軍と董卓軍は何度か激突するが、董卓は洛陽に火をかけて焦土とした上で、西の長安へと引き揚げ、長安に都を移した。袁術の部将の孫堅が洛陽を制圧した。
この時点での後の三国の創始者たちの動向であるが、魏の創始者である曹操は連合軍には参加しており、自前の兵力は少なかったが、鮑信と手を組んで、董卓軍に果敢に挑んだものの、大敗した。蜀漢の創始者である劉備は連合軍の中の公孫瓚の配下の一武将に過ぎなかった。呉の創始者である孫権の父の孫堅は、荊州刺史の王叡や南陽太守の張咨を殺害するなど荒っぽい勢力拡大の仕方をしていた。孫堅は袁術と手を組み、陽人の戦いで董卓軍を破り、董卓の武将である華雄を討ち取って洛陽を制圧するなど、目立つ活躍を見せた。
袁紹は董卓により擁立された長安の献帝に対抗すべく、幽州の劉虞の擁立を計画したが、袁術はこれに強く反対している。劉虞自身も皇帝になるのを拒否している。
この頃、中国北部では韓馥から冀州を奪い取った袁紹と幽州に割拠する公孫瓚が対立し、中国中部では豫州と荊州南陽郡で袁術とその配下になっていた孫堅が勢力を広げていた。中国南部では荊州で劉表が、益州では劉焉が勢力を拡大していた。
孫堅は袁術に推薦されて予州刺史の官となっていたが、191年、袁紹は周昂（または周昕）を豫州刺史として派遣したので、孫堅・袁術は周昂（または周昕）と豫州を奪い合うこととなった。これにより反董卓連合軍は完全に崩壊して袁術と袁紹の対立が激化し、それぞれ群雄と盟約を結び対抗した。袁紹と同盟したのが曹操・劉表・周喁など、袁術と同盟したのが孫堅・公孫瓚・陶謙などである。
192年（191年、193年の説もある）、袁紹の意を受けた荊州の劉表が袁術の背後を襲い、袁術の命令で孫堅が劉表を攻めたが、劉表の部下の黄祖のために戦死した（襄陽の戦い）。孫堅の軍は孫賁が継いで袁術のもとに帰還した。
192年1月、董卓軍の牛輔は李傕・郭汜・張済に命じて、中牟で袁術派に寝返っていた朱儁を破らせ、兗州陳留郡・豫州潁川郡の諸県を攻略させ、李傕・郭汜らは行く先々で略奪・殺戮・誘拐を行った。
董卓は銅貨の五銖銭を改鋳して貨幣価値を落としたため、経済混乱（インフレーション）を招いた。
192年4月、董卓は司徒の王允と部下の呂布により殺された。董卓の勢力は部下の李傕・郭汜らに引き継がれた。李傕・郭汜らは王允・呂布を破り、献帝を手中に収め、後漢政府の事実上の統率者となったが、暴政を布いたので三輔は荒廃した。

### 曹操の台頭

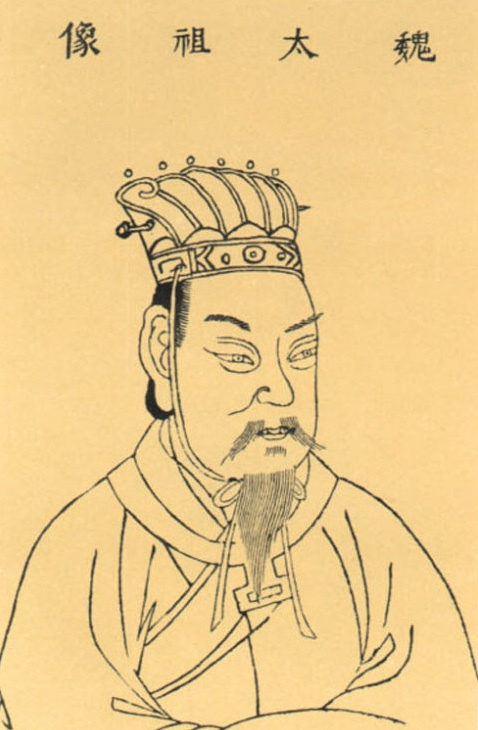
曹操

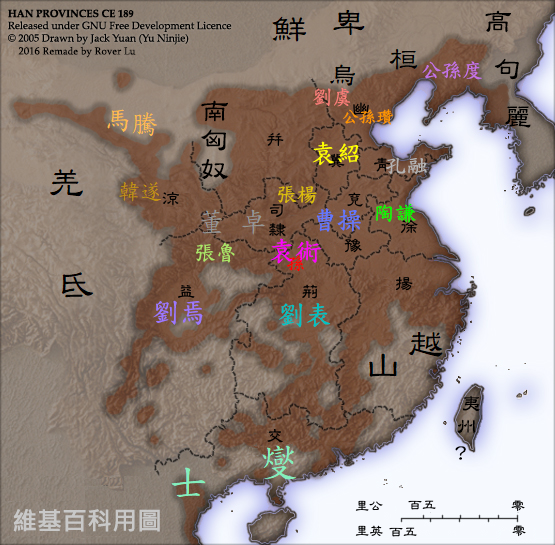
192年群雄割拠図

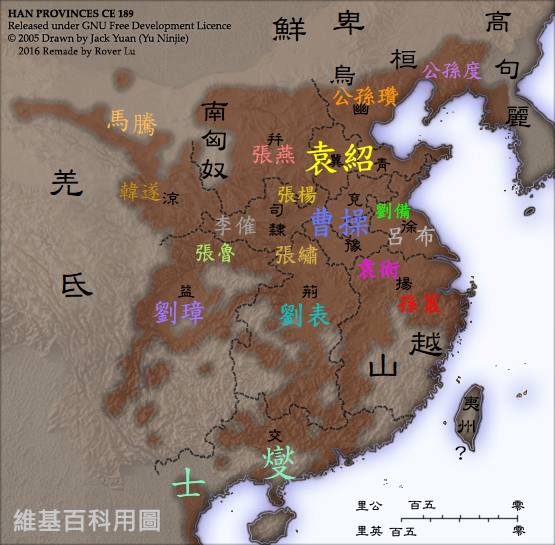
198年群雄割拠図

192年、曹操は兗州牧となり、兗州で青州の黄巾の兵30万人余、農民の男女100万人余を自分の配下に納めて、急激に勢力を拡大した。元黄巾の精鋭は「青州兵」と呼ばれた。ただし、納めたと言っても実際は同盟関係に近いものではなかったかと現代の歴史学では定義している。軍事力と生産力を得た曹操は、毛玠の進言により配下に収まった農民に屯田を行わせ、軍事力を背景に後漢の献帝を奉じて諸国に号令しようとした。
史書『資治通鑑』も下記のようにこのことを特筆する。のちの魏国の基盤となる重要な政策の始まりであった。
193年、袁術が正式な兗州刺史金尚を伴って曹操の兗州を攻めたが、青州兵を得て兵力が整っていた曹操に大敗し、さらに劉表に背後を絶たれたため、本拠地の南陽郡を捨て、揚州の寿春に落ち延び、寿春を本拠地として割拠した。
193年、劉虞は公孫瓚を攻めるが、公孫瓚に敗れ、捕らえられて処刑された。
193年、曹操は父の曹嵩や弟の曹徳を陶謙の配下が殺したとして、敵討ちのために徐州の陶謙を攻めて大勝したが、通過した地域で多くの人を虐殺した。
194年、陶謙は病に倒れ、先年の曹操の侵攻の際に自分への援軍に駆け付けた後に豫州刺史に推挙していた劉備に徐州を譲る意思を示した。劉備は陶謙が死去するとこれを受け入れた。
194年、曹操の親友の張邈と部将の陳宮が呂布を迎え入れて、曹操に反逆し、曹操の領地である兗州の大半は呂布のものとなった。しかし、曹操の部下の荀彧・夏侯惇・程昱らが曹操の本拠地を守り抜き、曹操は呂布との激戦の末に兗州から呂布を駆逐し、兗州を取り返した。呂布は徐州刺史の劉備を頼り、劉備の保護を受けた。
194年、馬騰・韓遂・劉焉らが長安の李傕を攻めたが、樊稠・郭汜らに大敗した。
194年、劉焉は死去し、劉焉の子の劉璋が益州牧となった。
195年、袁術の庇護下にあった孫策は、父の孫堅の服喪が明けたため、袁術のもとに出仕して馬日磾の上表により懐義校尉に任命され、江東へと進出して揚州刺史劉繇を破った。また同時期に呉郡太守許貢を破り、呉郡・丹陽郡一帯に勢力を築いた。その後も孫策は揚州の諸勢力に勝利し、急速に勢力を拡大していった。
196年、呂布が徐州から劉備を追い出し、徐州を支配した。その後、劉備は呂布に攻められて敗走し、曹操のもとに身を寄せた。
196年、李傕・郭汜らは内紛を起こし、献帝は楊奉らとともに東に逃亡して、洛陽に入った。
196年、曹操は荀彧・董昭らの計略に従い、献帝を曹操の拠点である許に連れていった。曹操は献帝を道義的・政治的な後ろ盾として使い、政略を有利に進めていった。以後、許は許都と呼ばれる。196年、曹操は屯田制を開始している。
197年、袁術は皇帝を自称するが、このことで袁術は求心力を失い、部将の離反を招き、その勢力は急激に衰えていった。孫策はこれを契機に袁術からの独立を決意し、完全な自立勢力となった。
曹操は呂布・袁術などを滅ぼし、曹操に反逆した劉備を追い散らして河南から山東までの地域を統一する。一方、袁紹も公孫瓚を滅ぼして、河北・山西を領有し、曹操と袁紹とがにらみ合う状態となった。両雄は200年の黄河南岸の白馬・官渡などで激突する（官渡の戦い）。序盤は曹操が袁紹の部将の顔良・文醜を討ち取り、優位に立つ。しかし、曹操軍本隊と袁紹軍本隊の戦いで、兵力に勝る袁紹軍が勝利し、曹操は官渡の砦に篭城した。袁紹は豫州の諸郡に対し、味方になるよう誘いをかけ、曹操軍の後方に劉備らを派遣し、荒らし回らせると、曹操は本拠地の豫州の支配の維持さえ困難となり、窮地に陥った。しかし、袁紹軍から投降してきた許攸の計略を用いて、曹操が袁紹の兵糧庫を奇襲してこれを焼き払ったことをきっかけに、曹操の大勝利に終わり、中原での覇権を確固たるものとした。
202年、袁紹が病死すると、曹操はしばらくは袁紹の息子の袁譚・袁尚らを滅ぼすことに費やし、黒山賊の張燕を降伏させ、袁氏に味方した袁紹の甥の高幹や烏桓族を攻め下し、袁紹の旧勢力を吸収した曹操は圧倒的な大勢力となり、南下に乗り出す。

### 三国鼎立へ

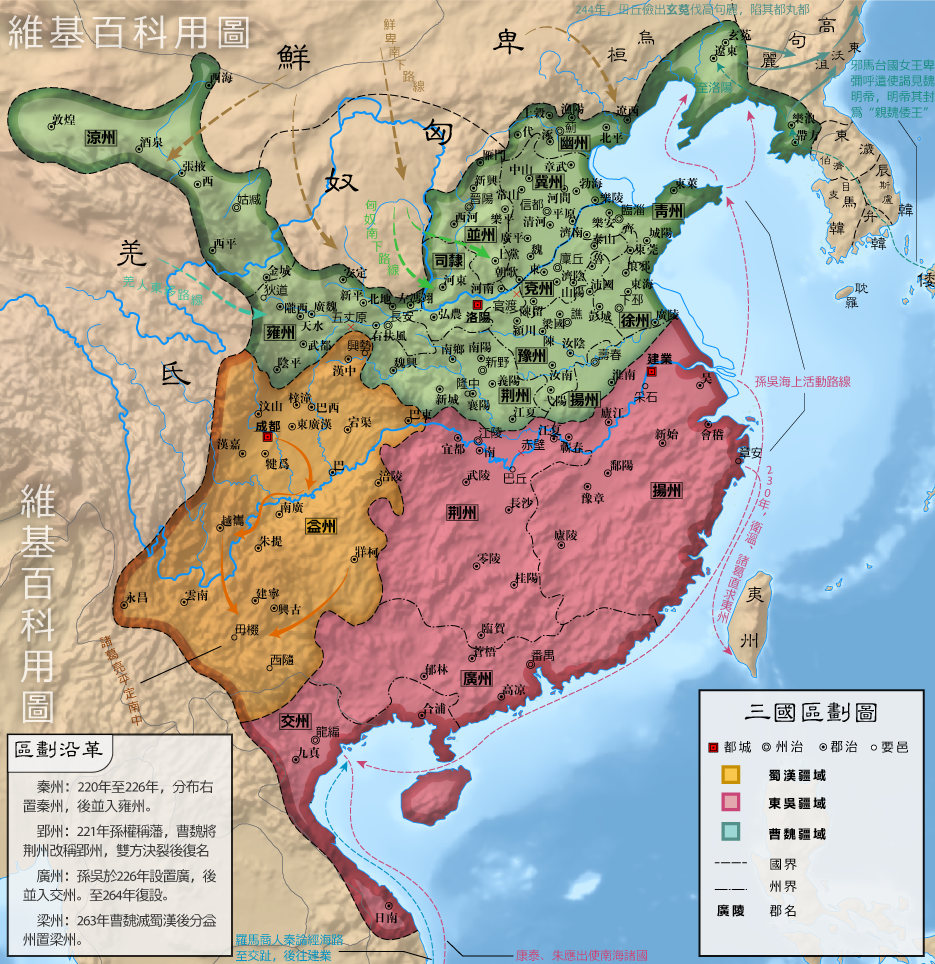
三国時代・要図（262年）:
魏
蜀漢
呉

208年、曹操が南征を開始すると、荊州の劉表は死去した。荊州では劉表の後継者争いが起こっており、長男の劉琦を支持する側と、次男の劉琮を支持する側に分かれていたが、優勢であった劉琮が荊州牧に就いた。荊州では曹操軍が到来したと知ると、劉琮は王粲の勧めもあり曹操に帰順した。曹操は新野の劉備を攻めようとした。しかし、劉備軍はいち早く撤退したので曹操は軽騎をもって追撃し、当陽県の長坂でこれを大いに撃破した。だが、劉備軍の被害はいたって少なく、彼らは江東の孫権と同盟して曹操軍と対峙するに至った。周瑜は部将黄蓋の進言を採用して、佯降を偽装して接近に成功した黄蓋が、曹操軍の船団に火を放つと忽ち燃え広がり。曹操軍を火計で破った（赤壁の戦い）。周瑜が劉備と再度合流して追走すると、曹操は曹仁と徐晃を江陵の守備に、楽進を襄陽の守備に残し、自らは北方へ撤退した（「呉主伝」）。
戦後、劉備は劉表の長男の劉琦を上表して荊州刺史に擁立、荊州南部の武陵・長沙・桂陽・零陵の四郡を併合し、徐州を追い出されて以来、初めて確固たる基盤を得た。敗れた曹操は北へ引き返して、以後は南征を控えて華北の経営と軍事力の回復を中心に行うことになる。孫権は劉備とともに荊州を攻め取った。孫権は南郡を獲得した、劉備は武陵・長沙・桂陽・零陵の大部分を獲得した。ほどなくして劉琦が死去したため、劉備自ら荊州牧となった。その後、劉備は京城で孫権と会見し、赤壁から荊州争奪戦で獲得した領地の領有権について話した。周瑜を失った呉は「劉備と協調して曹操に対抗すべきだ」という魯粛の提案により、孫権は劉備に荊州の数郡を貸し与えることとし、劉備は南郡・武陵・長沙・桂陽・零陵の荊州南部の五郡を領有することとなった。
210年、孫権は交州刺史の歩騭を派遣して、交州の実質的な支配者である士燮を服属させた。
この頃、曹操は長江周辺を孫権に奪われるのを恐れて、長江周辺の住民を北方に移住させようとした。だが、強制移住を嫌がった長江周辺の十数万人の住民が、長江を渡って江東（呉）に移住した。
西の雍州・涼州には多くの羌族が住み、豪族たちが割拠していたが、韓遂と馬騰・馬超親子が彼らの盟主であった。曹操の部下の鍾繇・張既は韓遂・馬騰・馬超を後漢と曹操に服属させた。しかし、211年、韓遂・馬超ら豪族連合は曹操に対して反逆し、東征し、潼関まで進出したが、曹操に大敗した（潼関の戦い）。その後、曹操軍の夏侯淵らが韓遂・馬超ら雍州・涼州の豪族の勢力を壊滅させ、雍州・涼州を平定した。これで曹操は河北・中原地域を完全に領有することとなった。
213年、曹操は軍を濡須口に進め、孫権も自ら軍を率いて防衛にあたった。呂蒙、甘寧の活躍もあって、曹操はしばらく対峙したあと撤退した。（濡須口の戦い・第一次戦役）。
213年、董昭の発案により、曹操は魏公となり、216年には曹操は魏王となった。
214年、劉備は張松・法正・龐統の謀略を用いて、劉焉の子の益州刺史の劉璋を攻め降し（入蜀）、荊州に加えて益州も領有した。
同じ頃、孫権は呂蒙、甘寧、凌統らと出陣し、廬江郡の皖城を奪取した。
劉備が益州を奪取した後、孫権は劉備に荊州の長沙・桂陽・零陵の3郡を要求したが、劉備は涼州を手に入れてから荊州を再分割しようと答えた。そこで業を煮やした孫権は怒り、長沙・桂陽・零陵を支配するため役人を送り込んだが追い返されたので、呂蒙を派遣し、長沙・桂陽・零陵を攻略させた。そこで、劉備も大軍を送り込み、全面戦争に発展しそうになった。
215年、このような劉備と孫権の険悪な情勢の中で、曹操は漢中にいた五斗米道の張魯への攻撃を開始し降伏させた(陽平関の戦い) 。このことに危機感を抱いた劉備は魯粛の取り成しもあり、長沙・桂陽を孫権に割譲し和解した。荊州統治の係争が一応の解決を見て、孫権は10万の大軍を率いて合肥城を攻め、撤退時に張遼らの追撃を受けたが、呂蒙・凌統らが懸命に孫権を守った（合肥の戦い）。荊州を巡る一連の紛争は両者の間に大きな禍根を残すことになった。
ここで三国鼎立の形が定まった。

### 三国争覇

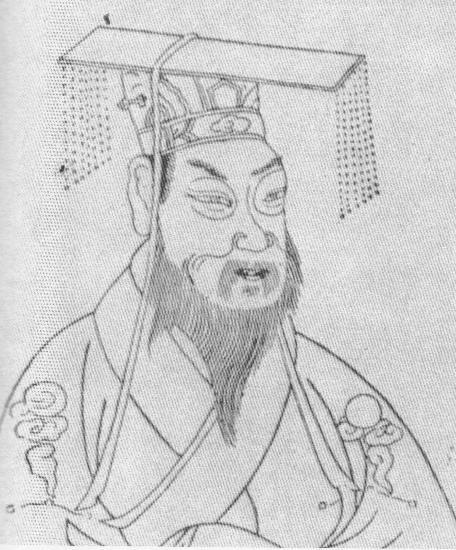
孫権

216年、曹操は自ら軍を率いて孫権征討に赴き、翌217年、孫権は曹操と講和した（濡須口の戦い・第二次戦役）。
219年、劉備は自ら漢中に出兵して、これに従軍した黄忠や趙雲の奮闘もあり、守将の夏侯淵を討ち漢中を奪った（定軍山の戦い）。この地を獲った劉備は漢中王を名乗る。この称号はかつて劉邦が漢中（南鄭）の地で漢王を名乗ったことに倣ったものと思われる。
荊州の劉備領を守備していたのは関羽で、その頃の関羽は荊州北部の曹操領に対して猛烈な攻撃をかけ、曹操の部将の于禁が率いる七軍を壊滅させ、樊城・襄陽を包囲した（樊城の戦い）。一時は曹操すらうろたえて遷都を考えたほどであった。そこで曹操は、孫権に長江南部の領有を認める条件で孫権と同盟を結び、孫権に劉備を攻撃するよう求めた。かねてより荊州問題で関羽に不信感を抱いており、また呂蒙の進言もあったため、孫権は荊州攻略を呂蒙に命じた。関羽は、呂蒙・陸遜の策にはまり、孫権に捕らえられて処刑され、南郡・武陵・零陵は孫権の領有するところとなった。この戦いの結果、劉備たちと対立することが確定的となったために孫権は曹操に対して形式的ではあるが、臣従した（孫権は部下の提言もあり、一時は劉備との対立をそらすため、関羽の首を曹操の元へ送ることで打倒曹操を掲げる計画を立てたが、逆に劉備の怒りを増大させることになり対立は深まった）。
220年に曹操が死に、後を継いだ曹丕はついに献帝より禅譲を受けて皇帝（文帝）となり、魏を建国した。これを聞いた劉備も対抗して221年に皇帝に即位、漢の後継者と称した（蜀（蜀漢）の創設）。
皇帝となった劉備だったが、長年の部下であり義兄弟である関羽と魏攻略の足がかりとなる荊州を失った怒りは激しく、孫権に対する復讐戦を企図し、反対する者を遠ざけて出兵に踏み切った。蜀漢軍は最初のうちは連戦連勝であったが、呉の陸遜の策にはまり大敗（夷陵の戦い）、劉備は退却し白帝城で崩御した。その後を劉禅が継ぎ、諸葛亮が丞相として蜀漢の内外政を一手に引き受けることになる。
蜀漢に大勝した呉は、長江南部の地域に確固とした基盤を築いたことから、魏に対して従属的な姿勢をとる必然性もなくなり、元号を黄武と定め、独立色を明確にした。さらに劉備亡き後の蜀と同盟し、再び魏に対抗するようになった。
魏の文帝は内政面に意を砕き、新しく九品官人法を施行した。この法は南北朝時代末期まで適用されることとなる。また、222年に魏は3方向から呉を攻め、呉を苦しめたが、疫病が流行したため退却した。

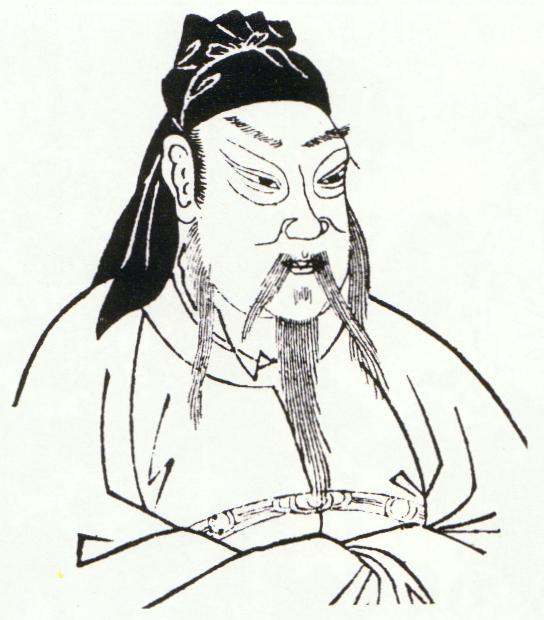
関羽

その後も文帝は、連年にわたり呉へ出兵を繰り返すも、徐盛らの奮戦により全て撃退された。226年に40歳で崩御、曹叡（明帝）が後を継いだ。
蜀漢の諸葛亮は魏に対する北伐作戦を最終目標とし、そのための足場固めのために225年には南征を行い、蜀漢に反逆した雍闓・高定の反乱を鎮圧した。
2年後の227年に諸葛亮は出師の表を奉り、北伐を決行した。この戦いは7年間・5度に及び、諸葛亮は魏の曹真・張郃・司馬懿・郭淮らと戦い、武都・陰平の2郡を獲得し、張郃を討ち取った。234年の最後の北伐の最中、五丈原の陣中で諸葛亮は病に倒れ没した。その後の蜀漢は一旦は消極的な政策をとり、大規模な軍事侵攻作戦を実行しなかったが、姜維が軍権を握ると北伐を繰り返し国力を消耗した。
228年、呉の周魴が偽りの降伏を魏に申し出て、魏の曹休を石亭に誘い出した。呉の陸遜は朱桓・全琮を率いて曹休と戦い、大勝した（石亭の戦い）。
呉では229年に孫権が皇帝を名乗り、一時代に1人だけの名目だった皇帝が同時に3人並ぶことになった。この時、呉と蜀漢は魏を打倒した暁の魏領分配を決めている。
230年に呉は海を渡って夷州（いしゅう）と亶州（たんしゅう）に兵を出したという記録があり（夷州には辿り着いたが、亶州には辿り着けなかった）、これは台湾と沖縄諸島ではないかと考えられているが、日本ではないかとも考えられている。
この頃、呉の呂岱は交州に出兵して、この地の独立勢力の士氏一族を滅ぼして、この地を呉の直轄とし、南海交易の利益を占めた。
234年から3年間、呉の諸葛恪・陳表・顧承らは揚州の非漢民族である山越を討伐し、降伏した山越の民を呉の戸籍に組み込み、兵士を6万人徴兵した。
235年、魏の幽州刺史の王雄の命令を受けた韓龍は、鮮卑族の軻比能を暗殺した。

### 司馬氏の台頭

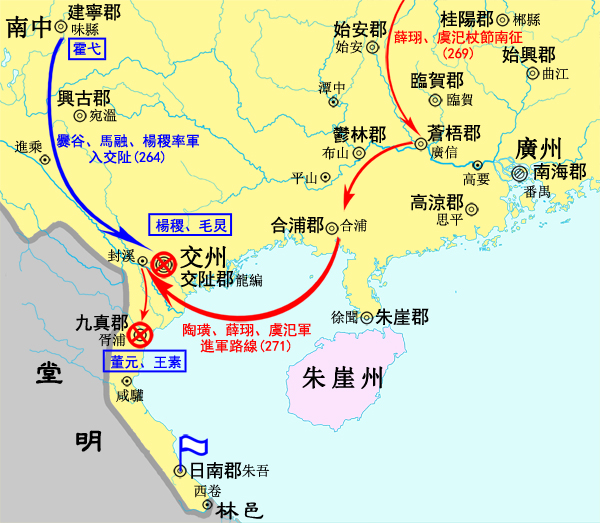
交阯之亂 263-265

呉軍を撃退し諸葛亮の北伐を防いだ魏の司馬懿は、その軍功と権力から周囲に警戒されるようになる。この時期に遼東には公孫氏勢力が独立していたが、呉と結んで魏に対抗するようなそぶりを見せたために魏の中央は司馬懿に対して討伐を命じ、238年、これを滅ぼした。その翌年の239年、倭の卑弥呼の特使が魏に訪れた（魏志倭人伝）。また、魏は遼東を完全に支配下に置くことで東の高句麗と国境を接するようになり、のちの244年には武将・毌丘倹が高句麗首都を陥落させている。
239年、曹叡は34歳で崩御し、養子の曹芳が魏の皇帝となった。曹叡は死去するに際して司馬懿と皇族の曹爽に曹芳の後見を託したが、後に司馬懿は曹爽とその取り巻きに権力を奪われ、閑職へと追いやられた。これに対して司馬懿は249年に息子の司馬師らと共にクーデターを起こして曹爽一派を殺害し、権力を掌握した（高平陵の変）。完全に魏を牛耳った司馬懿だが、旧主の曹操に倣って帝位の簒奪は行わないまま251年に死去した。
その後の権力は司馬師に受け継がれ、司馬師が死ぬと司馬昭に受け継がれる。この間、255年の毌丘倹の乱（毌丘倹・文欽の乱）や257年の諸葛誕の反乱（諸葛誕の乱）などの司馬氏支配の魏中央政府への反乱が何度か起きるが、司馬氏に対する有効な打撃力とはなり得ず、鎮圧されていった。諸葛誕の反乱は、魏軍26万と諸葛誕・呉軍20万が1年にわたり激突した大戦であった。
呉では、孫権が皇太子の孫和と孫和の弟の孫覇の両人をほぼ同等に処遇したため、立太子を期待する孫覇派と廃太子を防ごうとする孫和派の対立を招いた。孫権が決断を欠いたため、対立は泥沼化し、吾粲が処刑され、陸遜が憤死するなど、国力を衰退させた。この問題は、250年、孫和が廃太子され、七男の孫亮を皇太子に立てることで決着した。孫覇は自害を命じられ、多くの孫和派と孫覇派の人物が誅殺されたり、追放された（二宮事件）。
252年に孫権は崩御し、孫亮が10歳で皇帝となると、太傅・大将軍の諸葛恪が呉の政権を握った。諸葛恪は252年に孫権の死後を狙って侵攻してきた魏の胡遵・諸葛誕に大勝して声望を得るが、翌年の魏への侵攻は失敗に終わり、疫病で多くの兵士が亡くなった。これで落ちた声望を回復するために国内の豪族勢力を押さえ込んで中央集権を志すが、これに不満を持った皇族の孫峻によるクーデターが起き、諸葛恪は殺され、孫峻が丞相となり呉の政権を握った。
孫峻は自分の権勢のためだけに独裁政治を行った。256年に孫峻が病死すると、孫峻の従弟の孫綝が権力を握り、孫峻同様の独裁政治を行った。257年、魏で諸葛誕の反乱が起きると、諸葛誕と手を結んで魏を攻めるが、失敗に終わった。孫綝の影響力が低下したことを見た孫亮は孫綝の排除を図るが、逆に孫綝により廃位され、孫権の六男の孫休が代わりに擁立され皇帝となった。孫休は孫綝がクーデターを計画していると聞くと、張布・丁奉らと対策を練り、孫綝を捕らえ、処刑した。
蜀漢では、255年に姜維が魏を攻めて魏の雍州刺史の王経に大勝したが、256年の段谷の戦いで大敗し、蜀漢の国力を疲弊させた。258年以降、蜀漢では宦官の黄皓が政治を乱し、皇帝の劉禅は遊び呆けていた。蜀漢を滅ぼす機会と見た司馬昭は鍾会・鄧艾ら20万の軍勢を派遣して、263年に成都を開城させ蜀を滅ぼした（蜀漢の滅亡）。
264年、鍾会が姜維と共に益州で独立しようと反乱を起こしたが、失敗し、混乱の中で鍾会・鄧艾ら魏将や姜維ら蜀将が討たれた。この混乱に乗じて呉の歩協・陸抗らが羅憲が守る永安城を攻めたが、羅憲は永安城を堅守し、魏の胡烈が羅憲の援軍に派遣されると、呉軍は撤退した。
蜀の滅亡後に魏に降伏した霍弋は南中都督に任じられ、呉の交州の交阯郡・九真郡・日南郡を制圧した。

### 西晋による中国統一
司馬昭は265年に死去し、子の司馬炎が後を継ぐ。司馬炎は魏の曹奐からの禅譲を受けて、魏が滅び、西晋が建国された。その後、司馬炎はしばらくは内部を固めることに時間をかけた。
264年、呉の皇帝の孫休が崩御し、孫晧が皇帝に即位したが、暴政を行い、呉の政治は乱れた。
270年、鮮卑の禿髪樹機能らが西晋に反乱を起こし、西晋の秦州刺史・胡烈や涼州刺史・牽弘を討ち取った。禿髪樹機能の反乱は羌族ら他の民族も参加する大規模なものだったが、277年、西晋の司馬駿・文鴦が禿髪樹機能を降伏させた。279年、禿髪樹機能は再び西晋に反乱を起こし、涼州を制圧したが、西晋の馬隆に滅ぼされた。

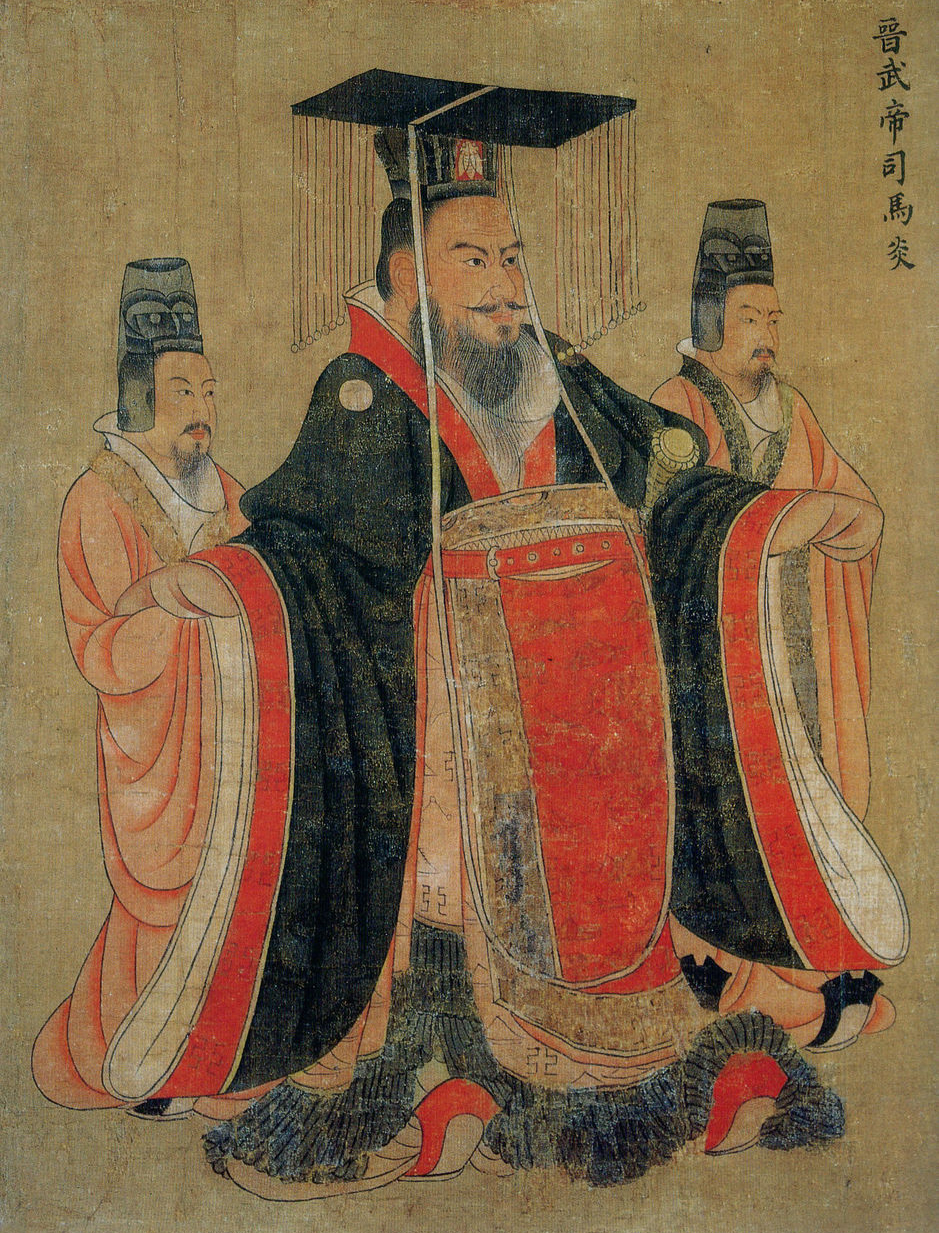
司馬炎

271年、呉の虞汜・陶璜らは交州の西晋軍を破り、交阯郡・九真郡・日南郡を制圧した。
272年、歩闡が呉に背き、西晋に寝返ったが、呉の陸抗がこの反乱を鎮圧した。その後、その陸抗が死ぬと、西晋に抗える武将はいなくなった。
279年、西晋の司馬炎は呉に出兵し、280年に呉を滅ぼし、ついに中国統一を実現した。ここをもって三国時代は終わった。
統一後の司馬炎はまったく堕落し、女色に耽って政治を省みず、上級官僚の間では現実の政治を無視した清談が流行した。さらに司馬炎は、地方分権を図り一族を地方の王として任命し、大きな権力を与えたため、皇后の一族らと司馬一族による権力争いが起こった。この乱で国力を消耗した晋は劉淵による漢の建国とその侵攻によって統一から30年で崩壊し、再び中国は分裂状態に逆戻りすることとなった。

### 曹氏のその後
曹奐の以降も晋・南朝宋の二王の後として存続していた様子がある。子孫は魏の滅亡から200年以上、二王の後として陳留王を相続した。

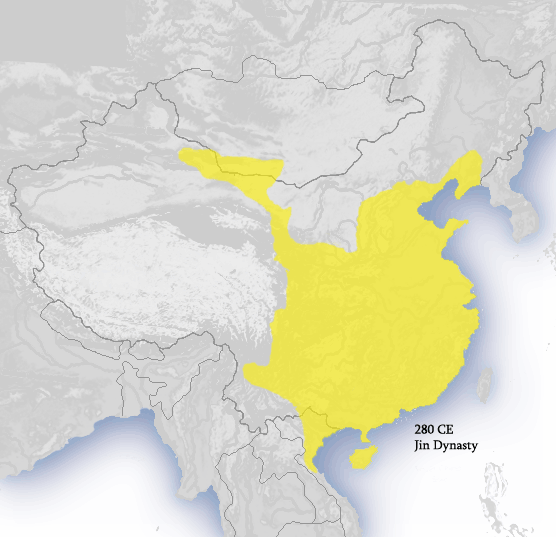
西晋の領土

曹奐の子の名は不明だが、326年に曹操の玄孫である曹勱が東晋によって陳留王に封じられ、358年に死去した。363年に曹勱の子の曹恢が跡を継いだが、378年に死去した。383年に曹恢の子の曹霊誕が跡を継いだ。408年に曹霊誕は死去した。420年、劉裕が東晋から禅譲を受け南朝宋となったが、劉裕に禅譲を勧める上奏に、曹霊誕の子の陳留王曹虔嗣が名を連ねている。曹虔嗣は同年死去した。曹虔嗣の弟の曹虔秀が跡を継いだ、462年に死去した。曹虔秀の子の曹銑が跡を継いだ。473年に曹銑は死去した。479年、蕭道成が南朝宋から禅譲を受け南朝斉となったが、蕭道成に禅譲を勧める上奏に、陳留王曹粲が名を連ねている。同年8月、曹粲は王位を除かれた。

### 劉氏のその後
蜀の劉備の家は直系が戦乱で皆殺しにされ、遠縁の傍系が祭祀を継承した。その後、劉禅は先祖代々の土地である幽州の安楽県で安楽公に封じられた。この家は後に直系が断絶し、遠戚が継承したと見なされている。まず劉禅は元の皇太子である長男の劉璿には先立たれていたため、後継者を決めることになったが、次男の劉瑤を差し置いて、六男の劉恂を後継にしようとしたため、旧臣の文立に諌められた。劉禅は271年に65歳で死亡した。西晋によって、思公と諡された。
安楽公を継いだ劉恂は、道義を失う振る舞いをたびたび行い、旧臣の何攀達に諫言されたという。最後は304年～316年の永嘉の乱に巻き込まれ、劉恂も含めて一族皆殺しにされた。ただ、従孫の劉玄（劉禅の弟の劉永の孫）だけが生き延びて、成漢を頼ったという。後の正史『魏書』・『晋書』劉元海載記では、劉玄を問題とせず、元匈奴で劉備後継を宣言した劉淵を劉備の後継者とみなしている。『晋書』劉元海載記では劉淵は304年に「社稷淪喪してより、（漢の劉氏の）宗廟の血食せざる（断絶して祭祀が継承されない）こと茲に於いて四十年なるかな。」と即位時に宣言したとしており、「吾は又た漢氏の甥なり、約して兄弟となる。兄亡びて弟紹ぐ、亦た可ならん乎？」とも言って劉禅を祀ったと記されていることから、劉備の家は304年には既に断絶したと見なされていたらしい。この記載は『資治通鑑』でも継承され、それらの史書を参照した『三国志平話』では劉淵を劉備の外孫と記し、司馬氏を討って一族の仇を討ったという話さえも生じた。しかし、劉備と劉淵の直接的な血のつながりがないことから、『三国志演義』を明の羅貫中が編んだときにこの話は荒唐無稽として削られている。
唐代の記録では劉備の子孫は没落したと見られる。『新唐書』宰相世系表では「劉氏の定著するもの七房あり」として劉氏の本家七家と劉淵の河南劉氏をあげ、本家は「一曰彭城，二曰尉氏，三曰臨淮，四曰南陽，五曰廣平，六曰丹陽，七曰南華」として、分家に劉淵の河南劉氏をあげるが、劉備の直系子孫は断絶し全く姿を見せていない。

### 孫氏のその後
三国の皇帝の子孫の中で、後世まで系譜を伝え、中世唐の貴族として生き残ることに成功した唯一の家は呉の孫氏であった。
呉が晋に降伏すると、晋の武帝（司馬炎）は詔勅を出し、孫晧を帰命侯に封じた。太子であった孫瑾は中郎に任命され、子のうちで王に封じられていたものについては郎中に任命した。284年に孫晧は42歳で死去し、河南県において葬られた（『呉録』）。
孫氏一族はその後も、晋の朝廷に仕え続け、西晋・東晋において名人を輩出する。以前に西晋へ亡命した孫秀は伏波将軍に任じられ、孫楷は度遼将軍に任じられた。八王の乱に際して、孫晧の子の孫充は、反乱軍から呉王に祭り上げられた後に殺された。同族の孫恵（孫賁の曾孫）は司馬冏・司馬穎・司馬越に仕え、懐帝を皇帝に擁立したため、臨相公に封ぜられた。孫拯（孫河の曾孫）は陸機の下で司馬に任じられたが、陸機の冤罪を訴え続けたため、303年に陸機とともに三族皆殺しとなった。東晋の時代で、孫晧の子の孫璠は東晋の元帝に対して謀反を起こしたが、鎮圧され殺された。一族の孫晷（孫秀の曾孫）は地元の名士として知られていたが、仕官せず。孫権の族孫娘の一人の定夫人は良妻賢母として知られ、240年に生まれ、334年に95歳の長寿で亡くなったという。
呉の滅亡後、民衆は呉を懐かしんで西晋を認めず、当時の俚諺では「宮の門柱且つ朽ちるなし、呉当に復すること三十年後に在り」「中国（中原）当た敗れ、呉当た復せん」と言っていたが、呉が再興することはなかった。ただ、孫権の子孫はその後も中国中世の名門として生き延び、『新唐書』宰相世系表では孫権の一族（楽安孫氏）で東州の大儒といわれた孫炎の系統がその後も長く続き、北朝歴代で高官を歴任し、楽安孫氏は有力な氏族として唐代にも二人の宰相（孫茂道・孫偓）を出していると記されている。この楽安孫氏については中国の学者郭学信による『中古楽安孫氏家族研究』という研究書が存在し、「与楽安孫氏一脉相承的三国富春孫氏」（呉の富春孫氏を相承したのが楽安孫氏であった）としている。

## 三国時代の政治
三国の各政権において行政のトップに就いた者については

### 魏の政治
196年、魏の基礎を作った曹操は棗祗・韓浩らの提言を採用し、屯田制を開始している。屯田とは、戦乱のために耕すものがいなくなった農地を官の兵士が農民を護衛して耕させる制度である。屯田制は当初は難航したが、次第に任峻らの尽力などにより軌道に乗った。官渡の戦いの時点では曹操軍は兵糧の確保に難航している。屯田制により曹操軍は食料に事欠かないようになり、各地の食い詰めた民衆達を大量に集める事が出来た。魏の初代皇帝の曹丕で冀州の兵士5万戸を河南郡に移した。
曹操は降伏させた烏桓族を中国の内地に住まわせ、烏桓の兵士を軍隊に加入させた。曹操軍の烏桓の騎兵はその名を大いに轟かせた。
曹操は勢力圏の境界付近に住む住民や氐族を勢力圏のより内側に住まわせた。これは戦争時にこれらの人々が敵に呼応したりしないようにするためであり、敵に戦争で負けて領地を奪われても住民を奪われないようにする為である。三国時代は相次ぐ戦乱などにより戸籍人口が激減しており、労働者は非常に貴重だった。
郷挙里選の科目の一つの孝廉には儒教知識人が主に推挙されたが、曹操勢力の幹部である荀彧・荀攸・賈詡・董昭・鍾繇・華歆・王朗らが孝廉に推挙されている。曹操自身も孝廉に推挙されている。川勝義雄は「荀彧の主導で、曹操の元に多くの名士（主に儒教的知識人）が集まり、やがて名士は武将を抑えて曹操政権内で大きな権力を持った。魏公国が出来た後は、政府の（文官系の）重要官職は名士によって占められた」としている。
220年、魏の皇帝の曹丕は、陳羣の意見を採用し、九品官人法という官吏登用法を始めた（従来の官吏登用法は郷挙里選が有名）。九品官人法では官僚の役職を最高一品官から最低九品官までの9等の官品に分類する。また、郡の中正官が官僚候補を評価して、一品から九品までの郷品に分類する。この郷品を元に官僚への推薦が行われ、新人官僚は最初は郷品の四品下の役職に就く。例えば郷品が二品ならば六品官が官僚としての出発点（起家官と呼ばれる）となる。その後、順調に出世していけば最終的には郷品と同じ官品まで出世し、それ以上の官品へは通常は上れない。司馬懿が魏の実権を握ると、中正官の上に、郡よりも広い地域を管轄する州大中正を導入した。魏から司馬氏の西晋へ移行したころから、郷品は本人の才能より親の郷品が大きく影響するようになり、郷品の世襲が始まり、貴族層が形成されるようになった。
曹丕は後漢における宦官の弊害を教訓とし、宦官が一定以上の官職に就けないようにした。また、外戚や皇帝の親族の弊害も考慮し皇后の政治参加を禁止するなどして一族に大権を持たせることをほとんどしなかったが、その結果司馬氏の権力に対抗できる者が居なくなり滅亡の一因となった。

### 蜀の政治
蜀（蜀漢）の初代皇帝になる劉備は、諸葛亮らに蜀の法律である蜀科を制定させ、法制度を充実させた。蜀科は厳しい内容であったが、公平であったと言われている。
劉備は劉巴の提案に従い、五銖銭100枚の価値の貨幣を作り、貨幣制度を整備した。
益州は鉱物資源が豊富で塩を産出したため、劉備は塩と鉄の専売による利益を図り塩府校尉（司塩校尉）を設置し、塩と鉄の専売により国庫の収入を大幅に増加させた。王連は司塩校尉として多大な功績を挙げた。また、殖産興業に努め、絹（錦）の生産奨励と魏呉への輸出が行われた。
諸葛亮が益州南部の雍闓・高定らの反乱を平定した後、異民族の多い益州南部に租税を課した。
蜀漢は後漢の後継王朝という名目で成立したため、官制のほとんどは後漢に倣っていた。そのため宦官の専横を防ぐことができず衰退の一因となった。

### 呉の政治
呉の皇帝の孫権は236年に五銖銭500枚、238年に五銖銭1000枚の価値を持つ貨幣を発行し、貨幣経済の充実に努めた。
揚州の非漢民族である山越は反逆し続け、何度も反乱を起こしてきた。呉は山越を何度も討伐し、降伏した山越の民を呉の戸籍に組み込み、兵士としての資質の高い者を大量に徴兵した。諸葛恪や陸遜や賀斉らが山越討伐で多大な功績を挙げている。
魏の鄧艾は「呉の名家・豪族はみな私兵を所有し、軍勢・勢力を頼れば、独立できる力を持っている」と述べている。
川勝義雄は「呉の将軍は親子兄弟間で兵の世襲が認められていた。この制度は世兵制と呼ばれている。呉の将軍達は世襲を許された私兵的な屯田軍を持ち、未開発地域で厳しい軍政支配を行っていた。屯田軍は土地開発（開拓）の尖兵であった」としている。

## 三国時代の戦争

### 武器

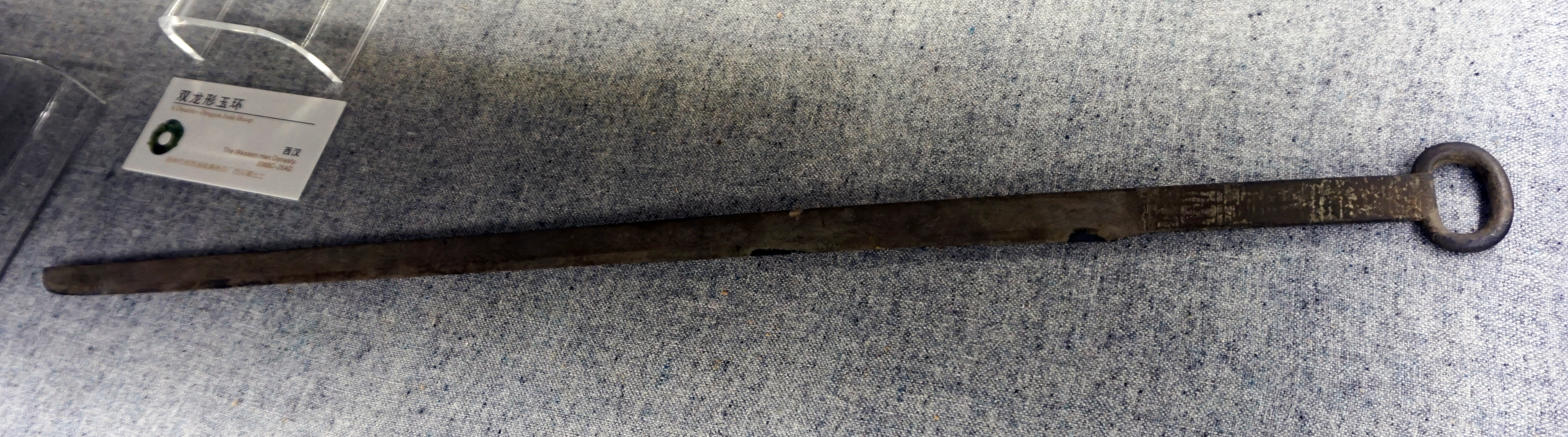
前漢の環首刀（激しく腐朽している）

漢代より環首刀と呼ばれる片刃の長刀が軍用刀として量産された。この環首刀は日本列島にも流入し、環首刀に用いられた鋳造技術などが模倣され、後の日本刀の祖型が形作られたと考えられている。
頻繁な戦乱により武器生産が拡大され、それにより武器の種類も豊富し、前述の環首刀の巨大バージョンである斬馬刀や、馬上からの刺撃に特化した槊（サク、非常に長い槍）も盛んで生産されたと言われている。
なお、青龍偃月刀や方天戟など三国志演義に登場する特徴的な武器のほとんどは宋代以降に出現したもので、この時代には存在しない。

## 国際関係

### 北方
鮮卑の檀石槐がモンゴル高原の覇者になると、モンゴル高原は元東胡の鮮卑・烏桓の支配するところとなったが、檀石槐が死去すると、鮮卑は部族ごとに分かれて抗争するようになった。207年、曹操が袁氏に味方した烏桓の蹋頓を攻め下すと、烏桓の大半は魏に吸収されていった。鮮卑の軻比能の部族が急速に力をつけて、鮮卑の他の部族や烏桓とともに、たびたび魏に侵攻したが、曹彰・田豫・牽招・梁習・秦朗らに撃退された。235年、軻比能は魏の幽州刺史の王雄の命令を受けた韓龍に暗殺された。

### 西方
後漢後期、羌族がたびたび西方で後漢に反逆した為、後漢は西域の支配を維持できなくなった。180年代後半、雍州・涼州で、韓遂・辺章・王国・馬騰らが羌族や氐族とともに後漢に反逆し、後漢の皇甫嵩・董卓・張温らと激闘を繰り広げた（涼州の乱）。後漢政府を掌握した曹操は鍾繇・張既を派遣して、韓遂・馬騰を服従させることに成功するが、211年、韓遂・馬超ら豪族連合は羌族や氐族とともに曹操に対して反逆し、東征し、潼関まで進出したが、曹操に敗れた（潼関の戦い）。その後、曹操軍の夏侯淵らが韓遂・馬超ら雍州・涼州の豪族の勢力を壊滅させ、雍州・涼州を平定した。その後も羌族らはたびたび反乱を起こした。
222年、鄯善・亀茲・于闐の王が魏に使者を派遣し、献上品を送った。これにより魏と西域との交流が再開し、魏は戊己校尉を設置した。
270年代、鮮卑の禿髪樹機能が羌族ら他の民族とともに西晋に反乱を起こし、雍州・涼州を危機に陥れたが、277年、西晋の司馬駿・文鴦が禿髪樹機能を降伏させた。279年、禿髪樹機能は再び西晋に反乱を起こし、涼州を制圧したが、西晋の馬隆に滅ぼされた。

### 東方
238年、魏の司馬懿が遼東の公孫淵を滅ぼすと、魏は楽浪郡と帯方郡も攻め取った。242年、高句麗が魏に反逆すると、244年、魏の毌丘倹が高句麗王の憂位居に勝利し、高句麗の都を破壊した。翌年も毌丘倹は高句麗を攻めて、勝利し、憂位居を追って、沃沮に侵攻して打ち破り、粛慎の南の境界まで到達したが、憂位居には逃れられ、高句麗を滅ぼすことはできなかった。
魏志倭人伝によれば「倭人は帯方郡（現在の北朝鮮南西部にあたる地域）の東南、大海の中に在る。山島に依って国や邑（むら）を為している。旧（もと）は百余国あった。漢の時、朝見する者がいた。今は交流可能な国は三十国である。……」などとある。卑弥呼を女王とする邪馬台国はその中心とされ、三十国のうちの多く（二十国弱＝対馬国から奴国まで）がその支配下にあったという。卑弥呼は238年以降、帯方郡を通じ数度にわたって魏に使者を送り、皇帝から親魏倭王に任じられた。248年には、狗奴国との紛争に際し、帯方郡から塞曹掾史張政が派遣されている。

### 南方
後漢末の混乱の中、後漢の交阯太守の士燮とその一族が交州を支配し、権勢をふるった。
210年、呉の孫権が歩騭を交州刺史として派遣すると、士燮とその一族は孫権の支配下に入った。士燮は毎年、香・真珠・翡翠・象牙・犀の角などの珍宝やバナナや椰子などの珍しい果物を孫権に送った。226年、士燮が死去すると、呉の広州刺史の呂岱と交州刺史の戴良は、呉に反逆した士燮の息子の士徽を討伐して、交州を平定した。さらに呂岱は南方の国々に役人を送り、呉の宣伝を行うと、扶南・林邑・堂明の王達は呉に使者を送り、貢ぎ物を献上した。
蜀の滅亡後に魏に降伏した霍弋は南中都督に任じられ、交州の交阯郡・九真郡・日南郡を制圧した。271年、虞汜・陶璜らは交州の西晋軍を破り、交阯郡・九真郡・日南郡を取り戻した。

## 学問や文化
魏の曹丕・曹植兄弟は詩人としても有名で、曹丕は文学論である『典論』を著作し、後世の文学界に大きな影響を与えた。また、蜀の諸葛亮の『出師表』は当時の人々の政治観を反映した名文として、歴史学・文学の両方において高く評価される。
魏の何晏・王弼らは老荘思想を基に玄学を創始した。在野の知識人たちが哲学的な議論として清談を行い、彼らは後世において竹林の七賢と呼ばれるようになる。
蜀・西晋に仕えた陳寿は歴史書の『三国志』を著作した。『三国志』は高く評価され、後に正史二十四史に認定されている。3世紀ごろの日本について書かれたとされる『魏志倭人伝』は、『三国志』中の「魏書」に書かれている東夷伝の倭人の条の略称である。この時代に書かれた歴史書は他に韋昭らが著した『呉書』、王沈が著した『魏書』、魚豢が著した『魏略』などがある。
1984年、呉の朱然の墓から世界最古の名刺が出土している。
魏の相国・太尉となった鍾繇は書道家としても評価が高く、楷書の発展に大きな影響を与えた。他にも皇象・邯鄲淳・胡昭などが書道家として活躍した（「中国の書道史#三国」「中国の筆跡一覧#三国」「中国の書家一覧#三国」）
魏の馬鈞は指南車を作った。
魏の劉徽は『九章算術』の注釈のなかで、円周率を計算して、3.1416という近似値を得ている（「円周率の歴史」参照）。

## 後世への影響

### 人口減少
この時代およびその前後の混乱によって中国大陸の人口は相当数の減少を来した。従来の歴史学では人口が10分の1まで極端に減ったとされていた。この説を唱えたのは唐の杜佑の『通典』に始まり、それを集大成したのは中国では歴史学者の陶元珍、日本では歴史学者の岡田英弘である。。
当時の記録を見る限りでは、黄巾の乱から続く一連の戦乱、天災や疫病などにより、農民が流民化し、当時の中国における戸籍人口はその数を大きく減らしたとされる。例えば、『通典』では、
また『三国志』には十分な人口の記載がないが、魏の明帝期に散騎黄門侍郎の杜恕が「魏は今や10州の土地を領しているが、戦乱の疲弊により、戸口を計れば昔の1州にも満たない」といい、陳羣が明帝に奉った上表では、
となっている。岡田英弘はこの杜恕・陳羣の上表及び、蔣済の上表、他の箇所の記載とも比較して、前漢の最大の郡汝南郡の人口が約259万人だったことから、魏の人口は約250万人くらいと推計した。 このように従来の通説は推計しており、杜佑は呉・蜀の人口と合わせて537万人とし、岡田は三国合わせて約500万人として、ここまで減少したのであるから従来の漢民族は絶滅したと言って良い、とした。
三国鼎立後は各国が生産の回復に努めたため、三国時代末期にはには818万人の半ばまで回復した。後漢中期のおよそ7分の1である。杜佑は「以奉三主，斯以勤矣。」（魏呉蜀の三国は生産回復に勤めた）としている。ただし『晋書』「地理志」や『通典』「食貨七」によると、晋の太康元年（280年）には245万8969戸・1616万3863人にまで戸籍上の人口が回復している。従来の説ではこの急激な人口回復が十分説明できなかった。
このため、戸籍上の人口が減った理由として、見てくれの数字に比べて実際の人口は多く、従来の説のように虐殺や飢餓などにより人口自体が大量死亡したわけではないのではないか、という説が出現した。この説を唱えたのは中国の葛剣雄である。この新しい説によれば、戦乱を避けるため土地を放棄した流民が豪族の私民になり戸籍システムから外れたことや、屯田制の拡大により屯田民が増加し、その屯田民が地方官ではなく典農官の管轄であったため郡県の人口統計に上がらなかったことなど、社会状況の変化による統計漏れが頻発したためとする学説が主流となりつつある

## 歴代皇帝

### 魏
- 高帝（曹騰、曹嵩の養父、漢の宦官で大長秋）
- 太帝（曹嵩、曹操の父、漢の太尉）
- 武帝（曹操、曹丕の父、漢の丞相、216年魏王即位）

1. 文帝（曹丕・在位220年-226年）
2. 明帝（曹叡・在位226年-239年）
3. 斉王（曹芳・在位239年-254年）
4. 高貴郷公（曹髦・在位254年-260年）
5. 元帝（曹奐・在位260年-265年）

### 蜀漢
1. 昭烈帝（劉備・在位221年-223年）
2. 後主（劉禅・在位223年-263年）

### 呉
- 武烈帝（孫堅、孫権の父、漢の破虜将軍）
- 長沙桓王（孫策、孫権の兄、漢の討逆将軍）

1. 大帝（孫権・在位229年-252年(国家成立は222年、229年皇帝即位)）
2. 会稽王（孫亮・在位252年-258年）
3. 景帝（孫休・在位258年-264年）
4. 帰命侯（孫晧・在位264年-280年）